# Huntley (Illinois)
Huntley es una villa ubicada en el condado de McHenry en el estado estadounidense de Illinois. En el Censo de 2010 tenía una población de 24291 habitantes y una densidad poblacional de 665,12 personas por km².

## Geografía
Huntley se encuentra ubicada en las coordenadas 42°9′37″N 88°26′11″O / 42.16028, -88.43639. Según la Oficina del Censo de los Estados Unidos, Huntley tiene una superficie total de 36.52 km², de la cual 36.44 km² corresponden a tierra firme y (0.23%) 0.08 km² es agua.

## Demografía
Según el censo de 2010, había 24291 personas residiendo en Huntley. La densidad de población era de 665,12 hab./km². De los 24291 habitantes, Huntley estaba compuesto por el 89.5% blancos, el 1.24% eran afroamericanos, el 0.3% eran amerindios, el 5.21% eran asiáticos, el 0% eran isleños del Pacífico, el 2.06% eran de otras razas y el 1.68% pertenecían a dos o más razas. Del total de la población el 7.67% eran hispanos o latinos de cualquier raza.